# Phare Dhiavlos Skopelou
Le phare Dhiavlos Skopelou est situé sur l'île  Répi (faisant partie des Sporades) en Grèce. Il est achevé en 1914.

## Caractéristiques
Le phare est une tour cylindrique blanche, dont le dôme de la lanterne est de couleur verte. Il s'élève à 39 mètres au-dessus de la mer Égée. Il sert au guidage des bateaux vers l'île Skópelos. Il marque en fait le passage entre la Mer Égée et les Sporades. C'est un gardien du phare Ákra Gouroúni qui visite ce phare. Ce phare n'est pas ouvert au public et est accessible uniquement par bateau.

## Codes internationaux
- ARLHS[2] : GRE-137
- NGA : 16496
- Admiralty[3] : E 4472

## Source
(en) [PDF] List of lights radio aids and fog signals - 2011 - The west coasts of Europe and Africa, the mediterranean sea, black sea an Azovskoye more (sea of Azov) (la liste des phares de l'Europe, selon la National Geospatial - Intelligence Agency)- Version 2011 - National Geospatial - Intelligence Agency